# Шаховская, Евгения Михайловна

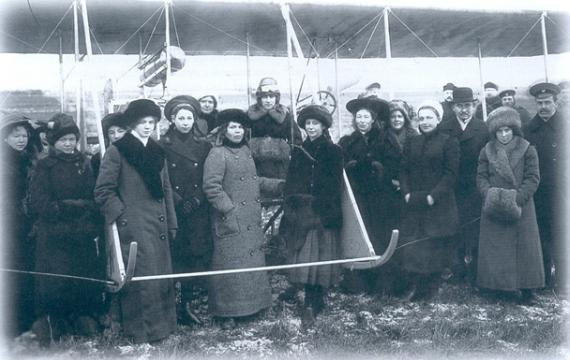
Шаховская на аэродроме в Санкт-Петербурге, 1912 год

Княгиня Евге́ния Миха́йловна Шаховска́я, урождённая Андре́ева (5 декабря 1889—1920) — одна из первых русских авиатрис (четвёртая женщина в России, получившая диплом пилота), первая в мире женщина — военная лётчица.

## Биография
Купеческая дочь Евгения Михайловна Андреева родилась в 1889 году в Санкт-Петербурге в семье богатого купца Первой гильдии Михаила Петровича Андреева. Получила хорошее великосветское воспитание, а затем и приличное образование.
Ещё учась в школе, Андреева привлекала к себе внимание своим неуёмным темпераментом, любила петь и выступать на сцене. Она была отличной спортсменкой, увлекалась верховой ездой, стрельбой и автогонками. Будучи купчихой, титул княгини она получила в результате брака в 1909 году с инженером, князем Андреем Сергеевичем Шаховским (они были развенчаны в 1917 году).
Размеренная семейная жизнь респектабельной матери семейства очень быстро наскучила новоиспеченной княгине. Благодаря княгине Татьяне Федоровне Шаховской (Крузе), большой почитательнице Распутина, она увлеклась мистицизмом и, бросив супруга и детей, присоединилась к кругу Распутина: «„Вот пришла княгиня Шаховская... Княгиня… забросила мужа и детей и четвёртый год неотлучно следует за ним… женщина поразительной красоты, с темными глазами“, — пишет Джанумова. Эта красавица — одна из первых русских женщин-авиаторов; попала в аварию, но осталась невредима». (Эдвард Разинский: Дело Распутина).

В январе 1910 года французская летчица Раймонда де Ларош, жена знаменитого французского авиаконструктора и лётчика Габриэля Вуазена, провела демонстрационные полеты в Санкт-Петербурге, что пробудило интерес Шаховской к авиации. Авиация, а особенно знакомство с известным лётчиком Юрием Поповым, с которым у неё завязались романтические отношения, так увлекло юную Шаховскую, что она начала брать уроки лётного мастерства (стоимость обучения для получения пилотского свидетельства составляла тогда сумму в 4 тысячи рублей, что равнялось всей зарплате поручика или учителя за четыре года работы, плюс надо было внести залог за аэроплан на случай аварии) в гатчинской авиашколе «Гамаюн» у Евдокии Васильевны Анатра, второй женщины в России, получившей лицензию пилота. Закончила она обучение в лётной школе братьев Райт на аэродроме Йоханнистале (ныне в районе Берлина Адлерсхоф). 16 июля 1912 года, сдав экзамен по материальной части аэроплана и технике пилотирования, Шаховская получила диплом пилота (немецкий сертификат пилота № 274 на управление бипланом братьев Райт). 
«На берлинском аэродроме на аппарате „Райт“ сдала пилотский экзамен княгиня Евгения Михайловна Шаховская. Княгиня-авиатор родилась в 1889 году. Она прекрасно ездит верхом, отлично стреляет, даже имеет призы на конкурсе в Швейцарии, умеет управлять автомобилем». 

— «Петербургская газета» от 16 (03) июля 1912 г.

После окончания лётной школы Шаховская осталась работать инструктором в Германской империи, на аэродроме Йоханнисталь. Помимо работы в военной авиации, обучала учениц немецкой женской лётной школы, быстро завоевав репутацию бесстрашного пилота: в одном из таких перелётов у самолёта загорелся мотор, но Шаховская сумела спланировать и безопасно посадить самолёт. 
«Авиация не трудна — не требует ни физической силы, ни особенных познаний. Она только опасна, но если человек пренебрегает этим обстоятельством, то авиация не является чем-то особенным». 

— «Петербургский вестник», 1912 г.
Во время итало-турецкой войны 1911—1912 гг, ещё до получения пилотского свидетельства, Шаховская безуспешно пыталась завербоваться в итальянскую, затем в болгарскую армию:
«На днях авиатор княгиня Шаховская уезжает в Триполи на театр военных действий. Она уезжает в качестве добровольца — военного летчика. Княгиня два года училась в Италии пению и с тех пор итальянцы пользуются исключительными её симпатиями. На вопрос как она представляет себе свою добровольческую деятельность, княгиня говорит: „Я займусь воздушными рекогносцировками, посажу сзади себя вооружённого несколькими бомбами берсальера и полечу высматривать неприятельские позиции. Это, действительно, сильное ощущение — лететь над пустыней, сеять смерть в турецко-арабском лагере с высоты 500 метров и слышать как жужжат мимо пули охотящихся за нашим аэропланом неприятельских стрелков. Даже погибнуть при таких условиях — красивая смерть, а всё равно я погибну рано или поздно. Я — обречённая“».  

— «Одесский Листок», 19 (06) ноября 1911 года 
— но все её попытки оказались безуспешными (главным образом по причине отсутствия свидетельства).

Шаховская и Абрамович

В Иоахимстали у Шаховской завязался новый роман — с шеф-пилотом фирмы Райт Всеволодом Абрамовичем. Они часто летали вместе. Во время одного из таких совместных вылетов ранним утром 24 апреля 1913 года их биплан потерпел катастрофу — впоследствии немецкие СМИ писали, что причиной катастрофы могло быть попадание в спутный след пролетевшего над ними немецкого самолёта Taube («голубь»), по другой версии, Шаховская врезалась в землю, пытаясь уклониться от столкновения с другим аэропланом (см. ниже сообщение отца погибшего в катастрофе пилота Абрамовича). В любом случае, пилотировавшая самолёт Шаховская допустила опасное сближение, не заметив летевший сзади и выше аэроплан, после чего не справилась с управлением, пытаясь парировать возникшие возмущения от попадания в спутный след, самолёт упал, Абрамович, сидевший на месте пассажира, получил тяжёлые повреждения внутренних органов и скончался в тот же день. 
«24 апреля 1913 года — по трагическому стечению обстоятельств — погибли два русских летчика Абрамович и Дунец, которые долгое время летали в Германии... Всеволод Абрамович поднялся в 6:43 утра с княгиней Шаховской, которая была у руля и к которой он был глубоко привязан. В опасном повороте возле авиационного НИИ [имеется ввиду созданный в 1912 году Немецкий научно-исследовательский институт аэронавтики (DVL) находившейся на восточной окраине аэродрома ] их биплан попал в водоворот пролетевшего над их головой „Голубя“... Аппарат начинает резко раскачивать в продольном направлении, и княгиня уже не в состоянии вернуть в равновесие двухэтажный аппарат, имеющий только один руль [судя по описанию Зупфа, Шаховская пилотировала биплан Говарда Райта образца 1910 года]. Так что [находившемуся в кресле пассажира] Абрамовичу приходится праздно наблюдать, как аппарат все больше и больше наклоняется и падает на землю. Абрамович скончался от полученных травм в больнице в тот же день. Евгения Шаховская отделалась лёгкими травмами, но предприняла попытку самоубийства, когда узнала о смерти Абрамовича. Говорят, что затем она поклялась никогда больше не летать, но её решимость длилась недолго».
— Петер Зупф: Книга по истории полетов Германии. Том 2: Довоенный, военный, послевоенный
«Княгиня Шаховская около трёх четвертей седьмого поднялась на аэродроме в Иоганистале с пилотом Всеволодом Абрамовичем на биплане Райта. На высоте всего 8-ми метров аппарат попал в воздушную ворошку, образовавшуюся от спускавшегося под ними на землю другого аппарата. Сидевшая на руле госпожа Шаховская хотела рулем высоты выровнять свой аппарата, который начало качать, но сделала это слишком круто. Так как на биплане был только один руль, Абрамович не мог исправить ошибки своей ученицы. Аппарат, перевернувшись, упал стремглав на землю. Со всех сторон аэродрома к месту несчастья стали спешить лини, лётчики, ученики, монтеры. Примчалась дежурящая всегда на поле карета скорой помощи. Под обломками биплана лежал весь в крови и без признаков сознания Абрамович. Госпожа Шаховская, на который был надет предохранительный шлем, сознания не лишилась и отделалась лёгкими поранениями. Очевидно, спасением жизни она всецело обязана шлему, так как при падении она с большой силой ударилась о землю головой. Оба пострадавших были отвезены в ближайшую больницу». 
— Московская газета, 29 (16) апреля 1913 г.
«В виду появления в печати разноречий относительно обстановки гибели моего сына сообщаю: При вполне благоприятной погоде сын летел пассажиром. Княгиня Шаховская пилотировала. Вследствие вихря от внезапного пролёта вплотную над Райтом у аппарат[а] резко двинут был [пилотировавшей самолёт княгиней Шаховской] руль высот[ы], следствием чего произошло падение с высоты не более пятнадцати метров. Прошу газеты перепечатать». 
— М. С. Абрамович. «Новое Время», 01 мая (18 апреля) 1913 г.
У Евгении оказался сломан нос, рёбра и повреждены легкие, но она выжила. После этого Шаховская приняла решение об окончании карьеры авиатора. Возможно, что дальнейшее пристрастие Шаховской к морфию было связано с последствиями именно этой катастрофы. Но с весны 1914 года она вновь летала, и с началом Первой мировой войны, будучи сестрой милосердия в военно-санитарном поезде Великой Княжны Анастасии Николаевны № 61, подала прошение Николаю II об отправке её на фронт в качестве военного пилота. Царь удовлетворил её просьбу, и приказом от 1 декабря 1914 года Шаховская была зачислена в 1-м армейском авиаотряд в чине прапорщика. 

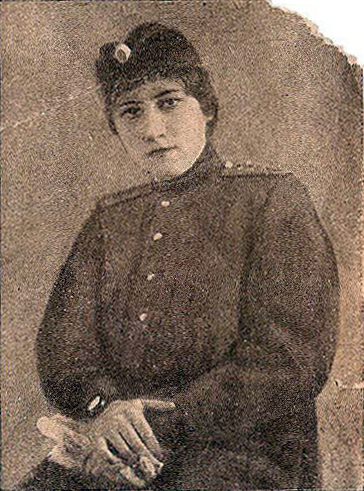
Шаховская в армии, 1915 г.

«Известная лётчица княгиня Шаховская, по сдаче соответственного испытания, принята в число военных летчиков и отправляется в действующую армию. Она будет первой женщиной — военным лётчиком» 

— Журнал «Искры»
Военная служба Шаховской в действующей армии (лётчиком-наблюдателем, в Ковенском авиационном отряде) оказалась недолгой — по причине беременности, препятствовавшей выполнению полетов, она была отчислена из Ковенского авиаотряда всего спустя месяц — уже в конце декабря 1914 года. Вскоре по Петербургу поползли слухи, что княгиня вела беспорядочную личную жизнь, имела многочисленные связи с офицерами и даже рядовыми и растратила все свое состояние на «развлечения» (Эдгар Меос: Пилоты-амазонки и боевые птицы. В: Крест и кокарда. Том 16, 1975, № 4). С одной стороны, американская журналистка Памела Робсон описывает Шаховскую, как «очаровательное сочетание прекрасной принцессы и ненасытной нимфоманки» и «одну из самых диких женщин XX века» (Памела Робсон: Дикие женщины. Женщины-бунтарки, радикалы и революционерки в истории. Murdoch Books Australia). Памела Робсон, в своей книге заявляет, что, против Шаховской было выдвинуто обвинение в шпионаже Шаховской в пользу Германии. По версии Робсон, Шаховскую арестовали, судили и приговорили к смертной казни, однако Николай Второй заменил её пожизненным заключением в одном из монастырей. Княгиню якобы освободила Февральская революция. 
«….Возможно, вызывала подозрение её дружба с какими-то довоенными немцами. Она была приговорена к смертной казни через расстрел. Но так как она была беременна, то была помилована лично царем и приговорена к заключению в одном из православных монастырей». — Памела Робсон: Дикие женщины. Женщины-бунтарки, радикалы и революционерки в истории (Pamela Robson: Wild Women. History’s female rebels, radicals and revolutionaries. Murdoch Books Australia 2011)

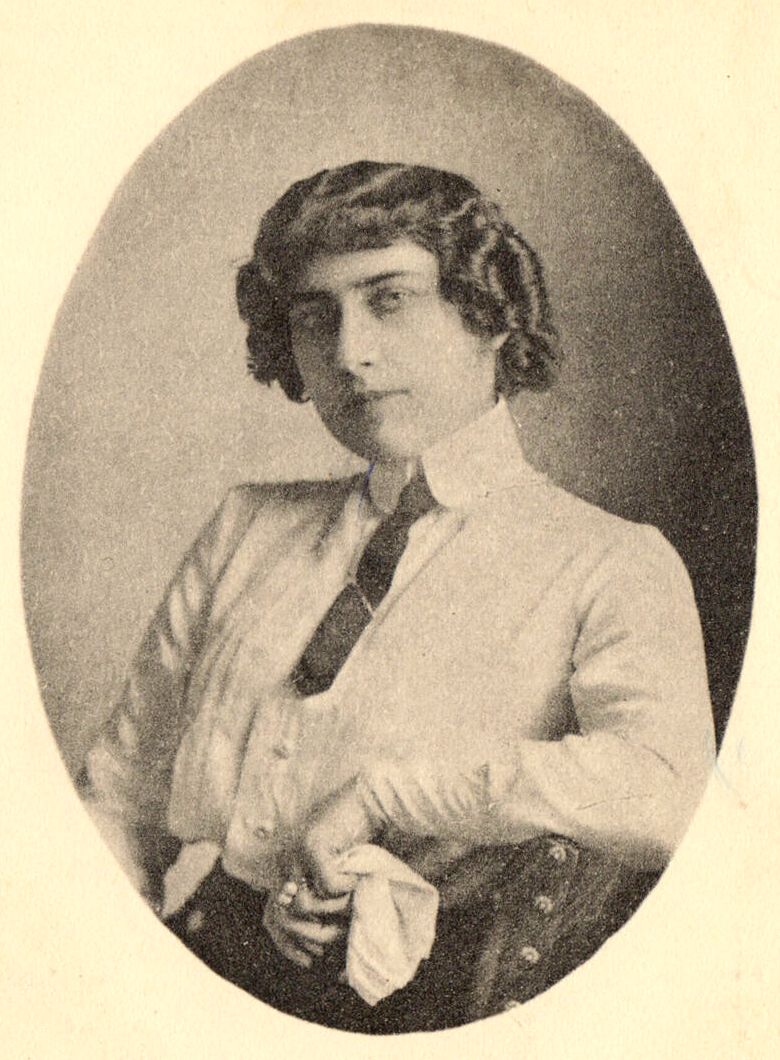

Однако, к настоящему времени, не удалось обнаружить никаких документальных подтверждений этой версии Памелы Робсон — например, публикаций в газетах того времени о столь громком судебном процессе. Кроме того, маем 1916 года датируются отчеты «наружки», следившей за домом Распутина, из которых следует, что «осужденная за шпионаж к расстрелу и последующему заключению в православном монастыре» княгиня Шаховская наносила визит к Распутину. После революции 28-летняя Шаховская работала в Гатчинском музее, однако была быстро отчислена от должности за растрату: 
«Вчера вечером арестована Евгения Михайловна Шаховская, энергичная и деятельная сотрудница в отделе имущества республики. Она нам хорошо известна. Если в какой-либо своей деятельности она проявилась в чём-то предосудительном против Советской власти, которое может быть основанием её ареста, то, утверждаю, товарищ, что подобные явления в настоящее время с её стороны могут быть легко и срочно предотвращены простым напоминанием мне. С товарищеским приветом, Луначарский» 

— из телегаммы Луначарского председателю Петроградской ЧК Глебу Бокию.
Тогда же княгиня Шаховская была завербована ЧК в качестве осведомителя. Во время Гражданской войны пошла на службу к большевикам и в 1919—1920 годах следовательницей отдела по борьбе с контрреволюцией Киевской ГубЧК. Отличалась жестокостью во время допросов и казней арестованных. В это время Шаховская попала в зависимость, помимо морфия, ещё и к алкоголю и кокаину.
«Озлобившаяся княгиня-чекистка отличалась жестокостью во время допросов и лично принимала участие в казнях арестованных белых офицеров». 

— Андрей Иванов, «Евгения Шаховская: княгиня, авиатрисса, чекистка. / К столетию начала Первой мировой войны»
Погибла осенью 1920 года в пьяной перестрелке (по разным версиям, либо была убита в перестрелке после того, как застрелила собутыльника-чекиста из пистолета, либо была случайно убита шальной пулей в стихийно возникшей пьяной перестрелке между чекистами).